# Papyrus 105

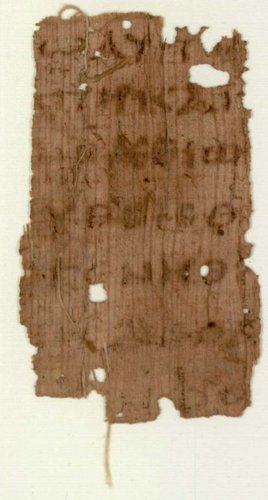
Papyrus 105, verso

Papyrus 105 (volgens de nummering van Gregory-Aland) of {\displaystyle {\mathfrak {P}}^{105}}, of P.Oxy. 4406, is een fragment van een blad van een codex op papyrus. Het is 12 x 12 cm groot. Het wordt bewaard in de Papyrologie afdeling van de Art, Archaeology and Ancient World Library in Oxford Verenigd Koninkrijk.
Op de voorzijde (recto) staat Matteüs 27:62-64
in het Grieks staat op de achterzijde (verso) staat 28:2-5. Op grond van schrifttype wordt een ontstaan in de 5e of 6e eeuw aangenomen.
De tekst vertegenwoordigt de Alexandrijnse tekst.